# Gottfried Krauß

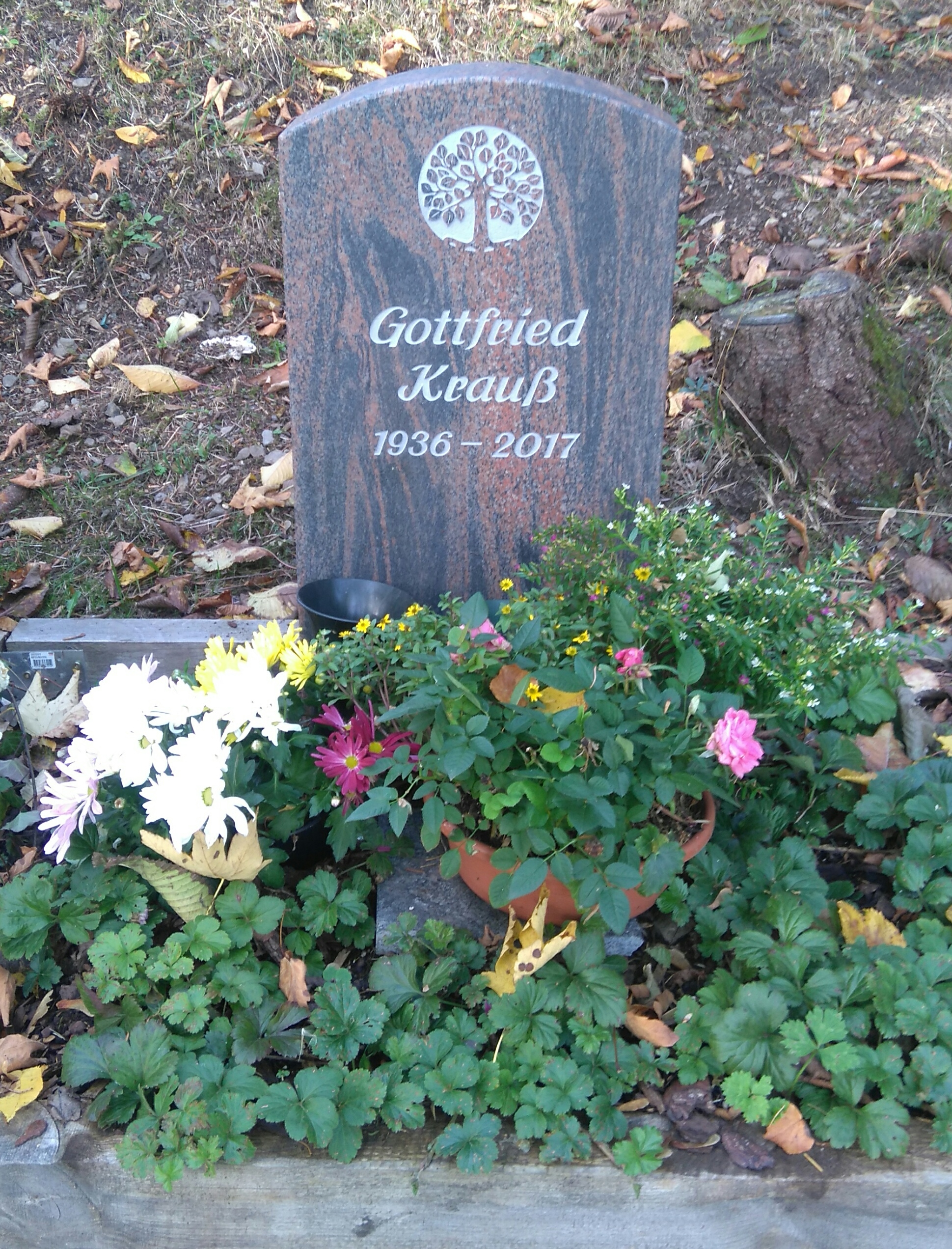
Grabmal von Gottfried Krauß in Johanngeorgenstadt

Gottfried Krauß (* 26. Februar 1936 in Johanngeorgenstadt; † 7. Oktober 2017 in Eibenstock) war ein deutscher Tischler und Holzschnitzer aus dem sächsischen Erzgebirge, der für die künstlerische Qualität seiner Schnitzarbeiten bekannt war.

## Leben
Gottfried Krauß wurde 1936 im Anwesen im Wiesenweg 1 (bis 1920 Jugelstraße 14) in dem ein Jahr zuvor eingemeindeten Ortsteil Jugel der Stadt Johanngeorgenstadt im Erzgebirge geboren. Sein Elternhaus war 1928 durch einen Kurzschluss an der Elektroleitung vollständig abgebrannt und noch im gleichen Jahr wiederaufgebaut worden. Seine Vorfahren, die zu den böhmischen Exulanten gehörten, lebten dort bereits seit dem 17. Jahrhundert. Von 1942 bis 1950 besuchte er die Volksschule in Jugel. Später absolvierte er eine Tischlerlehre und bestand die Meisterprüfung. Als Tischler arbeitete er über Jahrzehnte in dem Volkseigenen Betrieb in Johanngeorgenstadt. In seiner Freizeit widmete er sich bereits frühzeitig der Schnitzkunst. Er trat 1962 in den ortsansässigen Schnitzverein ein, wo er sich schon bald durch künstlerisch wertvolle Arbeiten auszeichnete. 1979 übernahm er das Amt des Vorsitzenden des Schnitzvereins Johanngeorgenstadt, das er bis 1992 ausübte. Er widmete sich in dieser Funktion besonders intensiv der Jugendarbeit und der Förderung des Schnitzernachwuchses. Auch im fortgeschrittenen Lebensalter nahm er noch am öffentlichen Schauschnitzen teil.
1994 stellte er sich für die Freie Wählergemeinschaft zur Stadtratswahl in Johanngeorgenstadt.

## Ausstellungen
Nachdem bereits im Dezember 2012 die Stadt Johanngeorgenstadt das Lebenswerk des Schnitz-Altmeisters durch eine Sonderausstellung gewürdigt hatte, gab Gottfried Krauß im Februar 2017 öffentlich bekannt, dass er den größten Teil seiner eigenen Werke und seiner Sammlung von erzgebirgischer Schnitzkunst dem Stickereimuseum Eibenstock zu dauerhaften Ausstellungszwecken zur Verfügung stellen wird. Daher ließ das Museum ab April 2017 eine frühere Wohnung im Gebäude Bürgermeister-Hesse-Straße für Museumszwecke umbauen. Ziel ist es, dort im Advent 2017 die Dauerausstellung Volkskunst Schnitzerei zu eröffnen. Zwei Räume und eine Schnitzwerkstatt hinter Glas sind seit Mai 2018 im Stickereimuseum Eibenstock Gottfried Krauß gewidmet.